# 卡内格拉泰
卡内格拉泰（義大利語：Canegrate），是意大利米兰省的一个市镇。总面积5平方公里，人口12360人，人口密度2472.0人/平方公里（2009年）。国家统计（ISTAT）代码为015046。